# 테라 (비디오 게임)
《테라》(The Exiled Realm of Arborea, T.E.R.A)는 블루홀스튜디오가 서비스 중인 판타지 설정의 대규모 다중 사용자 온라인 롤플레잉 게임(MMORPG)이다. 총개발비가 400억원을 호가하여 세간에 화제가 된 작품으로, 총 3번의 C.B.T (비공개 베타 테스트)를 거쳐 2011년 1월 11일 새벽 6시 대한민국에서 출시되었고, 1월 25일 정식 서비스를 개시하였다. 테라는 2011년국내에서 제작된 콘텐츠 중 최고 제작비가 들어간 대작이다. 400억원 이상의 제작비는 영화, 드라마, 애니메이션 등을 통틀어 국내 최고이며, 역대 국내 게임 중에서도 단연 최고다.

## 테라의 세계
테라는 기본적으로 중세 판타지를 배경으로 가지고 있는데, 원제목과 같이 유배된 아르보레아 안에서 일어나는 일대기를 다룬 MMORPG이다.
자세한 세계관을 다루자면,
태고신인 아룬과 샤라가 잠이 들어 꿈을 꾸어 세계를 창조한다. 그들의 육체가 각각의 대륙이 되고 그들의 꿈속에서 <테라> 신족들이 태어난다. 신족들은 종족들과 세계를 창조하고 세계를 다스린다. 그러던 중 신족들 은 서로 사랑에 빠지고 자식을 낳게 된다.
이 자식들은 하늘의 신들인 셀레스티얼(Celestials)이라 불린다. 자라서 장성한 셀레스티얼들은 그들의 부모인 신족의 압제에 대항해 반란을 일으키고 이들을 왕좌에서 몰아내고 새로운 세계의 주인이 된다.
각자의 개성이 뚜력한 셀레스티얼들이 서로 대립하나 수장 발더가 관계를 조정해 신계의 평화를 유지한다.
복수를 노리는 신족의 음모에 빠져 발더가 살해되고 발더에 의해 억눌러져 있던 셀레스티얼간의 갈등이 폭발해 신들이 서로 전쟁을 벌인다.
이 파괴적인 신들의 전쟁 결과 셀레스티얼들은 지상계에 고립돼 몰락한다.
지상의 종족들이 스스로를 다스리는 시대가 도립하게 되고 알려지지 않은 이계 아가이아에 거주하던 아르곤 족이 종족의 생존을 위해 지상계를 침략한다.
멸망의 직전까지 몰렸던 지상의 종족들이 서로 연합해 발키온 연합을 구성하고 아르곤의 침략을 저지하지만 그들을 몰아내지는 못한 채, 소강상태에 돌입한다.
뚜렷한 지도자를 잃은 발키온 연합은 내부 종족과 세력들간의 갈등으로 인해 내부의 결속이 약해지기 시작하고, 외부로는 고대 이래로 지상의 종족들과 신들에게 복수의 칼날을 갈아오던 고대의 신들이 깨어나기 시작한다.
한편, 샤라의 북부를 점령하고 세력을 다시 키워오던 침략자인 아르곤 족 또한 다시 한번 대규모 전쟁을 준비하고 있다. 외견상의 평화조차 무너지고 다시 지평선에는 전운이 감돈다.

### 지리
아르보레아에는 2개의 대륙이 존재한다. 동쪽에 아룬대륙, 서쪽에 샤라대륙이 존재하며 아룬 대륙의 대도시는 벨리카와 이르카
이며 샤라 대륙의 대도시는 알레만시아와 카이아도르가 있다.
알레만시아와 카이아도르는 각각 레벨이 최소 48정도 되어야 방문할 수 있다. 테라의 대도시는 일반 MMORPG와 달리 단지 사냥과 제작을 위한 거점 도시가 아니라, 고레벨이 되어서도 항상 들려야하게끔 도시가 디자인 되어있어, 커뮤니티의 집약체, 경제활동의 중심지, 정치활동의 중심지로 모든 것의 구심점이다.

#### 아룬 남부 대륙
- 여명의 정원 (벨리카 보호령)은 어느날 바다 한가운데 나타난 의문의 작은 섬이다.
- 벨리카는 아룬 대륙 중부에 휴먼들이 건설한 대도시로 발키온 연합의 경제, 문화의 중심지이다. 비록 알레만시아, 카이아도르만큼의 역사는 가지고 있지 않지만 휴먼 특유의 젊은 활기와 부지런함으로 다른 도시보다 빨리 번영을 이루었다. 종족 연합체인 발키온 연합의 대도시로 다양한 종족이 유입되고 있지만, 그 중심에는 실용성을 중심으로한 상업 문화가 자리하고 있다.
- 아룬 동부 대륙의 중심 마을인 케스타니카는 신들의 전쟁에서 마신 로크가 죽은 후 케스타니카들이 다른 종족들의 억압으로부터 피해 정착한 작은 마을이었다. 이 마을은 본시 초라한 계곡의 마을이였으나, 케스타닉이 발키온 연합에 가입한 후 아룬 동부 대륙에서 가장 중요한 마을으로 급속도로 발전하였다.
- 포라 엘리누는 포포리와 엘린의 고향을 지칭하는 말로, 포포리 연합 왕국의 요람과 같은 지역이다. 그러나 최근 왕국 내부에서 일련의 불행한 일들이 일어나면서 포포리들은 자신의 고향을 지키기 위해 최선을 다하고 있다.

#### 샤라 남부 대륙
- 사막의 진주라고 불리는 하이엘프들의 도시 알레만시아는 발키온 연합에서 가장 뛰어난 마법 문명을 자랑한다. 옛 고향을 버리고 신천지로 이주해온 하이엘프들이 발명한 강력한 마법 에너지원 코어가 존재하며, 이 코어로 발키온 연합의 마법 장치가 가동된다. 또한 마법 길드인 미스테리움의 본부가 있는 대도시이다.
- 북부 샤라 대륙의 대도시 카이아도르는 이번 오픈베타 때 공개되지 않는 지역이다. 카이아도르는 샤라 북부의 아르곤과의 전쟁의 전초기지 역할로 점점 커져가고 있다.
- 샤라 북부 대륙의 대도시 카이아도르는 공개되어 있는 상태이다. 현재 샤라 북부 대륙에서는 많은 유저들이 활동하고 있으며, 검은틈이 활성화가 되어 많은 유저들이 즐기고 있다. 또한 카이아도르가 공개됨에 따라 아르곤의 여왕 Part-II까지 스토리가 이어졌으며, 종결로 치닫고 있는 상황이다.

#### 미공개된 지역
- 아룬 남부 대륙의 발데라 특별지구와 벨리카 동부 관문은 아직 공개되지 않았다.
- 아룬 북부 대륙에 대한 정보는 아직까지 알려진 바가 없다.

### 발키온 연합
신들의 전쟁이 종식되고 찾아온 아르곤족에 대항하기 위해 결성된 7개 종족의 연합이다.
1.휴먼 2.하이엘프 3.아만 4.바라카 5.케스타닉 6.포포리 7.엘린

### 아르곤
아르곤이라함은, 어느날 이계에서 아르보레아로 넘어온 침략자들이며 신들조차 그들을 모든다고 할 정도로 미지의 존재들이다. 알 수 없는 강한 힘을 가지고 있고 샤라 북부 대륙을 점령한 상태이며, 현재 아르곤과의 전쟁은 소강상태에 있으나 언제 터질지 모르는 상태이다.

## 캐릭터
테라에는 7개의 종족과 8개의 클래스가 있어 다양한 조합이 가능하다. 테라의 클래스들은 각각 수비계열, 공격계열, 회복계열로 분류된다.

### 종족과 클래스
테라의 가상 월드인 아르보레아(Arborea)에서 살아갈 캐릭터는 총 7개의 종족과 8개의 클래스를 선택하여 즐길 수 있다. 제한 없이 56개의 조합 중 원하는 것을 선택할 수 있다.
- 테라에는 종족 선택으로 인한 클래스의 제한이 있지 않다. 즉, 플레이어는 어떤 종족을 선택하든지 모든 클래스를 선택할 수 있다.
- 포포리와 엘린은 포포리 연합의 일원으로, 애초 엘린은 포포리 암컷으로 제작되었으나 캐릭터 비주얼의 다양성을 위해 인간형으로 선회 제작 되었다.
- 히든피스라고 불리는 종족별 특정 클래스에 대한 미묘한 차이가 있다.

테라의 클래스들은 각각 파티플레이에서의 수비계열, 공격계열, 회복계열로 분류된다. 테라에서는 18레벨 이후부터는 파티플레이를 권장한다. 수비계 클래스들은 검투사와 창기사로 파티플레이에서 몬스터의 적대치를 획득하여 파티원들을 보호하는 역할을 한다. 공격계에 속하는 클래스들은 무사, 광전사, 궁수와 마법사로 파티플레이시 몬스터에게 대미지를 주어 몬스터를 쓰러트리는 역할을 하며, 이중 특히 광전사는 누커(Nooker)역할로 한방에 많은 대미지(damage)를 줄 수 있다. 광전사와 무사의 경우 평화상태에서 지속적으로 마나포인트(MP)가 감소해, 기본공격스킬을 사용해 지속적으로 마나포인트(MP)를 보충시켜주어야한다.(광전사와 무사의 경우, 기본공격스킬을 사용할 경우 마나포인트가 보충된다.) 마지막으로 회복계에 속하는 클래스는 사제와 정령사로, 파티플레이시 수호계열을 보위하고 파티원에게 버프(buff)를 주는 역할을 한다.
- 검투사: 검투사는 양손에 쌍검을 들고 날파리처럼 날아 개처럼 물어 웃음을 선사하는 말로만 탱커이다. 한번의 공격으로 큰 대미지를 주지는 못하지만 그렇다고 누적뎀이 좋은 것도 아니다. 힘은 없지만 빠르고 끊임 없는 공격이라는 말이 있다. 또한 솔로플레잉과 파티플레잉, PVP 모두 부족한 클래스이다. 얼마 전 패치를 통하여 딜러화를 시도했는데, 탱능력이 부족해 패치후 이제는 공격계열에도 포함되는 불운의 직업이다. 대미지는 5개의 딜러 중 최하위.
- 창기사: 창기사는 중갑을 입은 전사로, 길고 거대한 창, 랜스와 방패로 무장한 방어형 탱커이다. 방패를 앞세워 적을 도발함으로써 적의 공격으로부터 동료를 보호하는 파티에 특화된 캐릭터이다. 솔직히 검투사보다 탱하기 쉽다, 솔로플레잉에 부적합하다는 유저들의 판단이 있다. 그렇지만, 파티에서 대우가 좋고 스스로 피회복 하거나 철갑이라는 오라실드 비슷한 스킬때문에 검투사에 비해 PVP에도 좋고 상위권.
- 무사: 무사는 대검으로 강력하고 유연한 공격을 하며, 보다 빠른 공격을 위해 경갑을 착용한다. 그리고 막상 공격도 빠르다. 무사는 광전사와 크게 비교되는데, 무사는 광전사에 비해 한방 데미지가 약하지만 공격속도는 훨씬 빠르다. 하지만 광전사에 비해 방어력이 약하다는 단점이 있으나 광전사에 비해 공격 범위가 넓다는 이점, 추가문장 유무에 따라 광전사보다 더 나은 대미지를 나오게 할 수도 있는 최강클래스이다. PVP에서 1위, PVE도 2위.
- 광전사: 광전사는 거대한 도끼로 공격하며, 한방의 대미지가 매우 강력하며 . 중갑을 착용하여 적의 공격을 받으면서도 끊임없이 공격할 수 있고 무기로 적의 공격을 방어할 수도 있다. 평타로 적을 공격할 때마다 적의 MP를 일정퍼센트 흡수한다. 하지만 공격속도가 모든 클래스 중 가장 느리다. 하지만 공격속도가 극악으로 느린 광전사의 조작 컨트롤 난이도는 무사에 비해 쉽고 간단한 편이다.
- 궁수: 궁수는 기동성이 매우 높으며, 소수의 적을 공격할 때 매우 강력한 대미지계 클래스이다. 덫을 이용하여 적의 접근을 막고 모든클래스 중 가장 멀리서 적을 공격할 수 있다. 다수를 공격하는 스킬 또한 많이 가지고 있다. 관통하는 스킬이 저레벨대에는 없다. 하지만 모든 공격이 차징할수록 배로 강력해진다. 거참 이상하게 PVP할 때랑 전장 할 때 활이 저격총으로 돌변해 상대방에게 공포를 준다. 전장 필수 캐릭터.
- 마법사: 마법사는 마법 원반을 사용하여 공격한다. 저레벨부터 관통하는 스킬과 광역스킬이 많이 있으며, 다수의 적을 한번에 수면시켜버리는 스킬 등이 있다. 다양한 공격 패턴이 존재해 지루하지 않은 플레이를 자랑하지만 약간 높은 조작 컨트롤 난이도가 있다. 그러나 전장에서는 로브라는 낮은방어력 때문에 슬픈 PVE 1위 캐릭터.
- 사제: 사제는 긴 스태프를 들고 아군을 치료하는 클래스로, 전형적인 힐러이다. 로브를 입어 방어력이 약하지만 끊임없는 자기 힐로 웬만한 경우에서는 죽지 않을 수 있다. 파티의 흐름을 원활하게 해줄 버프들을 가지고 있으며, 부활과 같은 스킬로 파티의 흐름을 끊지 않게 한다. 파티에 있어 가장 중요한 위치에 있다. 하지만, 사제는 프리타겟팅이라는 테라의 공격방식으로 인해 높은 조작 난이도를 필요로하는 클래스이며, 솔로플레잉에 있어서도 가장 불리하다. 다양한 테스트를 거쳐 대미지가 많이 상향되었으나 고레벨이 되어도 대미지는 크게 성장하지 않는다는 불리한 점이 있다. 따라서 고레벨이 될수록 파티플레이에 의존하게 된다. 켈사이크 둥지 던전에서는 방어력버프가 중요해서 환영받기 때문이다.
- 정령사: 사제가 파티의 흐름을 원활하게 해준다면, 정령사는 파티를 보다 유리하게 만들어준다. 수호계, 공격계의 정령을 소환할 수 있으며, 이러한 소환수들은 스킬레벨에 따라 크기(외형)도, 대미지도, 사용하는 스킬도 성장한다. 또한 사제에 비해 솔로플레이에도 유리하며, 사제보다는 효과가 작지만 아군을 치료 · 부활시켜줄 수 있는 스킬도 가지고 있다. 또한 적의 HP를 빼앗아 자신과 아군의 MP로 회복시켜주는 스킬도 가지고 있으며 아군의 이동속도를 빠르게 해주는 스킬들을 비롯해 파티원에게 다양한 버프를 줄 수 있는 정령사는 사제와 마찬가지로 파티에 있어 없어서는 안될 클래스이다. PVP 시에도 순간이동을 이용하여 적을 유린할 수 있다. 회복의 정기나 마나의 정기는 파티에서의 정령사의 입지를 독보적으로 키워주었다.

### 능력치
테라의 캐릭터들은 다음의 기본 능력치를 가지게되며, 이 능력치는 클래스 선택시 고정된다. 능력치를 올려주는 아이템을 착용하거나, 회복계열 클래스의 버프를 받을 경우 능력치가 올라간다. 즉, 레벨이 올라간다고해서 능력치가 올라가는 것이 아니다.
- 힘: 스킬의 위력(대미지)과 깊은 연관이 있다. 마법계열 클래스의 위력(대미지) 또한 힘과 관련이 있다. (지능 능력치가 존재하지 않는다.)
- 맷집: '방어력'과 깊은 연관이 있다. 높을 수록 방어력이 높아진다.
- 충격: 적을 다운 시킬 확률과 연관이 있다.
- 균형: 적에게 다운 공격 받을 시 자신의 다운 확률과 연관이 있다.
- 공격 속도: 특정한 클래스에게 매우 중요하나, 모든 클래스에게 전반적인 영향을 미친다.
- 이동 속도: 맵이 매우 넓은 테라에서 이동 속도는 중요하다. 탈 것 탑승 또는 보조물약, 버프를 받을 경우 상승한다.

능력치는 스킬의 위력(대미지)와 깊은 관계가 있다. 하지만 능력치를 유저가 원하는대로 조정이 불가능하기 때문에 스킬 문양 시스템을 통해 스킬의 단점을 보완하거나, 자신만의 독특한 스킬을 만드는 것이 가능하다. 즉, 스킬의 위력(대미지)를 강하게 하거나, 특정 스킬의 쿨타임을 줄이거나, MP소모를 줄이거나, 스킬에 특수한 효과를 부여하는 것이 가능하다.
캐릭터가 25 레벨이 되면 문양장착에 사용되는 문장 포인트 10을 얻게된다. 이후 문장 포인트는 레벨업당 1씩 얻게된다. 유저는 대도시의 문양상인에게서 골드로 문양을 구입하여, 문양포인트를 소모하여 문양을 스킬에 장착할 수 있다.

### 생활 기술
테라에서는 무기와 방어구, 악세서리를 상점에서 팔지 않는다. 해당 아이템을 얻으려면 사냥을 통해 획득하거나 제작 시스템을 이용해 만들어야 한다. (물론 유저와의 거래를 통해 얻을 수도 있다.)
제작 카테고리는 크게 방어구 제작과 무기 제작, 재료 가공의 세 종류로 나뉜다.
무기와 방어구 제작은 만들고자 하는 아이템의 도안을 구매해 제작할 수 있다. 하나의 장비를 만들기 위해서 여러 개의 도안을 습득해야 하는 경우도 있다. 장비 하나를 만들기 위해 몇 개의 파츠가 필요할 수 있기 때문이다. (또한 제작의 경우 실패할 확률이 존재한다.)
가공은 제작에 필요한 상위 재료를 만드는 것으로 방직, 야금, 연금, 재생으로 나뉜다. 방직은 원단, 야금은 철괴나 주괴, 연금은 용액, 재생은 뼈이다. 이러한 제작을 하기 위해서는 채집을 해야하는데, 채집은 크게 광석, 식물, 정기로 나뉜다. 채집에는 숙련도가 존재하며, 상위의 채집물을 얻으려면 숙련도를 높여야 한다.

### 아이템과 장비
테라의 장비 아이템은 다음과 같은 등급으로 분류된다.
- 일반 (흰색)
- 고급 (녹색)
- 희귀 (파란색)
- 전설 (주황색)

테라의 아이템 등급은 단지 대미지의 강함, 약함을 구분하지 않는다. 등급에 따라 랜덤옵션이 부여되는데, 고급의 경우 랜덤옵션이 1개, 희귀의 경우 2개, 전설의 경우 3개가 붙는다. 이로써 동일한 아이템이라도 다른 옵션을 가지게 된다. 단, 퀘스트로 얻게되는 장비아이템의 경우 부가 옵션이 모두 동일하다. (후에 패치를 통해서 "봉인"이라는 개념이 도입됐는데, 봉인된 장비 아이템을 스크롤을 이용해 봉인해제하면 랜덤한 옵션이 붙게된다. 마음에 들지 않으면, 다시 봉인시켰다가 해제시키면 새로운 랜덤옵션이 붙게 된다.)
또한 테라에서는 장비 아이템을 합성 강화라는 방법을 통해 강화할 수 있다. 필요한 것은 강화될 장비 아이템, 합성재료가 될 장비 아이템, 부가 재료이다. 합성 재료가 될 장비 아이템은 굳이 같은 등급이거나, 같은 장비 아이템일 필요가 없다. 다른 클래스의 아이템도 합성재료가 될 수 있다. (단, 접두사 ' 광택나는 '이 붙은 아이템만 강화가 가능하다.)
합성 강화를 통해 장비의 기본적인 능력도 올라가지만, 일정 수치가 될 때마다 장비의 숨겨진 옵션이 활성화된다. 이는 랜덤 옵션과는 다른 옵션이며, 어떠한 숨겨진 옵션이 결정될지는 아이템을 획득할 때 결정된다.
또한 합성 강화의 수치가 일정 이상 될 경우 장비의 이펙트가 변화한다. 합성 강화를 제외하고도 강화 크리스탈을 이용해 무가를 강화할 수도 있다.
크리스탈은 무기나 방어구에 장착해 다양한 효과를 발휘하는 아이템이다. 크리스탈은 두 가지 색으로 나뉘며 붉은색은 무기에, 파란색은 방어구에 장착할 수 있다. 하나의 슬롯에 크리스탈 한 개가 장착되며 무기나 방어구의 레벨에 따라 뚫려 있는 슬롯의 수가 다르다.
붉은색 크리스탈에는 공격과 관련된 옵션이 붙고 파란색 크리스탈에는 방어와 관련된 옵션이 붙는다. HP와 MP 관련 옵션은 색과 상관없이 모두 붙을 수 있다. 무기나 방어구의 슬롯에 어떤 크리스탈을 잘 조합해서 사용하느냐가 중요하다.
캐릭터가 사망하거나 장착했던 크리스탈을 회수하면 일정확률로 크리스탈이 파괴될 수 있으니 좋은 능력의 크리스탈을 장비했을 때는 조심하는 것이 좋다.
또한 색이 다르더라도 같은 효과를 지닌 크리스탈이 있기도 하다.

## 테라의 시스템

### 전투
- 개요 : 테라의 전투는 논타겟팅(Non-targeting)에 락온 스킬을 도입하여, 논타겟팅보다 쉽고 대중적인 «프리타겟팅»이다. 하지만, 락온 스킬은 일부 원거리 클래스만 사용할 수 있다.
- 광역 대미지 분산: 테라의 광역스킬(넓은 범위 내의 대상을 모두 공격하는 스킬)의 경우 대미지가 분산된다. 예를 들면 마법사의 '지옥불 소환' 스킬을 사용할 경우, 스킬의 대미지가 약 100,000이라고 가정하고 그 범위 내의 몬스터가 10마리일 때, 각 몬스터들은 10,000씩 타격을 입게된다. 이러한 광역대미지 분산의 규칙의 경우 과도한 몰이사냥을 방지하기 위한 시스템이다.

### 정치와 경제
테라에는 정치 시스템이 존재한다. 최종적인 목표는 대륙의 집정관을 선출하기 위함이다. 국민 투표(선거) 또는 전장 포인트를 통해 영주(연합 의원)로 선출된다면, 통치하는 가드 (테라의 지역 단위)의 편의 NPC 배치권, 세율 권한과 대륙의 통치자, 집정관 후보로 나설 자격을 얻게된다.
- 정치 시스템은 테라의 대표적인 만레벨 컨텐츠이다.
- 테라의 정치는 모든 플레이어의 정치 참여 기회를 보장하며, 강한 캐릭터의 지배가 아닌 다양한 형태의 정치를 표방한다.
- 길드마스터의 레벨이 50이상, 길드레벨과 골드와 같은 특정 기준을 충족시켜야만 영주길드로 출마할 수 있다.
- 영주 선출 방법은, 특별구(대도시)지역의 경우 전장 점수로 선출하며 그 외 필드가드(사냥터)의 경우 전체유저의 투표로 이루어진다.
- 테라의 투표권은 일정 레벨 이상인 유저들은 모두 투표를 할 수 있다. 만 19세 이상인 모든 국민은 투표권은 행사할 수 있듯이, 테라에서도 일정 레벨 이상인 모든 유저들은 투표권을 행사할 수 있다. (단, 1계정 1투표)
- 대한민국의 지방선거와 같이 한번의 선거로 여러 가드의 후보들에게 동시에 투표하게 된다.
- 가드 별로 매달 한명의 영주(연합 의원)를 선거하며, 이 연합 의원은 그 가드의 통치자가 되며, 최종적으로는 대도시에 모여 정치를 하게 되는 현실의 정치와 비슷하다.
- 연합 의원의 투표로 집정관을 선출하게 된다. 즉, 연합 의원이 되면 자신의 대륙의 집정관 후보로 나설 수 있다.
- 집정관은 대륙마다 한명으로, 총 두명이 된다. 이 두명이 대립할 수도 있고, 다른 서버에 대항하여 힘을 합할 수도 있는 변수가 다양한 정치가 될 것으로 보인다.
- 아룬 대륙에서는 PK가 원칙적으로 불가능하지만, 연합의원(영주)는 자신 가드에서의 PK여부를 설정할 수 있다. 마찬가지로, 연합의원은 자신의 가드에 경찰수단을 배치할 수도 있다.

테라의 경제는 위탁거래소와 호문쿨루스, 담보 시스템이 대표적이다.
- 위탁거래소: 위탁거래소에서는 판매자가 접속중일 경우 아이템의 가격을 흥정할 수도 있다.
- 호문쿨루스: 호문쿨루스란 주인을 대신하여 판매, 구매 대행을 하는 인공 생명체로 호문쿨루스를 소유하려면 호문쿨루스의 알과 여러 재료가 필요하며, 알의 종류에 따라서 나오는 외모가 달라진다. 호문쿨루스의 알을 얻은 다음 인큐베이터에 넣어 부화시킨 다음, 연금술사를 통해 각인시켜야한다. 한 번에 한 마리만 가능하고 각인시킨 호문쿨루스는 내구도가 줄어들기 때문에 주의해야 한다. 내구도란 호문쿨루스의 수명을 나타내며 호문쿨루스를 이용한 기능을 사용할 때 줄어들게 된다. 특히, 판매대행이나 구매대행을 하고 있을 때는 내구도를 종종 확인해야 한다. 내구도가 다 떨어진 호문쿨루스는 바로 사라져버리기 때문에 자칫하면 판매 중인 물건이 소실될 수도 있다. 다행히도 호문쿨루스의 내구도는 화면 상단 왼쪽에 표시되므로 쉽게 확인할 수 있다. 호문쿨루스를 이용해 사용 가능한 기능은 현재 판매, 구매 대행 뿐이나 추후 다양한 기능이 추가될 것으로 보인다.
- 담보: 게임 속 은행 혹은 유저에게 아이템을 담보로 골드를 대출받을 수 있다. 대출받은 돈을 상환하지 않을 경우 아이템의 소유권은 채권자에게 넘어간다. 현재,이 시스템은 아직 사용할 수 없다.. (게임속에서 확인할 수 있지만, 현재는 사용할 수 없는 시스템)

### 기타 컨텐츠
- 전장: 전장은 5:5 전장과 10:10 전장으로 구분된다. 5:5 전장은 가장 많은 킬 수(Kill)를 보유한 팀이 승리하며, 10:10 전장은 맵 중심에 위치한 수호물을 가장 오랫동안 지킨 팀이 승리한다. 전장에서 승리한 팀은 길드활동 등에 사용되는 발키온 훈장과 경험치를 획득할 수 있다. 전장에 입장가능한 시간은 평일 오후 7시부터 새벽 2시, 주말 오후 2시부터 새벽 2시 까지이다. 전장에 입장하기 위해서는 전장 입장이 가능한 시간대에 각 대도시에 있는 전장입장관에게 말을 걸어야한다.
- 전장: 전장 15:15 전장을 추가하였다. 15:15의 전장에서는 중형 몬스터등이 등장하여 몬스터를 처치 할 경우 팀 점수를 획득할 수 있으며, 전장 평판 포인트를 통해 '무흐락 블랙라벨 시리즈'아이템을 구입할 수 있다.

- PVP: 결투란, 일방적인 적대 선언인 PK(Player Kill)와 달리 상대의 동의하에 이루어지는 PVP를 말한다. 상대방이 원하지 않으면 거절할 수 있다. 결투에서 지더라도 특별한 손해는 보지 않는다. 결투는 거의 모든 지역에서 가능하며 결투 신청은 '/결투 캐릭터 이름'을 입력하거나 UI모드로 마우스 커서를 불러 낸 뒤 상대방 캐릭터를 클릭하여 신청할 수 있다. 결투는 1:1 결투와 파티를 맺어서 하는 다대다 결투가 있다. 물론 일방적인 적대 선언인 PK도 가능하다. 단, PK는 일반적으로 아룬대륙에서는 불가능하다.(영주의 설정에 따라, 아룬대륙에서도 가능한 가드가 있을 수 있다.) 또한 PK를 위해서는 악신의 인장이 필요하며, 악신의 인장은 대도시의 특정 상인에게서 구매가 가능하다. PK하려는 유저의 레벨에 따라 필요한 악신의 인장의 개수가 달라진다.
- 판도라의 상자: 판도라의 상자는 일종의 뽑기 시스템이다. 재료 아이템을 판도라의 상자에 넣고 사용하면 아이템의 개수가 늘어나거나 더 좋은 등급의 아이템으로 변하게 된다. 하지만, 운이 나쁘다면 아이템이 없어져 버릴 수도 있다. 말하자면 복불복이란 얘기다. 판도라의 상자를 사용하는 방법은 간단하다. 모닥불 근처에서 상자를 우클릭해 열고서 상자 안에 재료 아이템을 넣고 사용하면 된다. 성공인가 실패인가는 운이 결정해 주는 것이다. 판도라의 상자는 일반적으로 잡화 상점에서 판매하며, 퀘스트 보상 혹은 몬스터 드랍을 통해 얻을 수도 있다.
- 서버 대항전: 이 컨텐츠는 확장팩으로 2012년 전후[3]로 업데이트 될 것으로, 각 서버별로 전쟁을 펼치게되어 다른 서버의 재화를 뺏을 수 있게된다.

## 논란

#### 상용화 이전의 논란
- 테라의 개발진들이 과거 NC소프트에서 일한 경력이 있다. 이들이 모여 만든 게임 개발 회사가 블루홀 스튜디오로, NC소프트에서는 이들이 리니지3 프로젝트를 유출해 게임을 개발하고 있다고 법원에 소송을 제기했다. 그로 인해 프로젝트 S1 (당시 테라 프로젝트 명)의 개발이 중단될 위기에 처하고 게임계의 여론은 부정적이였지만, 결국 소송에 승소하여 테라의 개발이 재개되었다.
- 2010년 12월 30일, 테라의 사전선택서비스가 3시에 진행될 예정이였으나, 오후 1시경 서버게시판에 게시글이 올라와[4] 일부 유저들이 운영자가 특정 유저에게 선점 특혜를 주었다는 의혹을 제기했으나 곧 운영자의 내부 테스트였다는 해명 공지가 올라왔다.
- 오픈베타 공개 이후의 반응을 보면, 논타케팅과 FPS 엔진이라는 시스템을 제대로 살리지 못하고, 특정 클래스간의 밸런스 격차가 심하다는 유저들의 불만이 많았다.

#### 밸런스 논란
- 애초 검투사가 회피형 탱커라는 사실을 모르고 근접 대미지 딜러라고 잘못알고 시작한 유저들이 꽤 많았으며, 게다가 검투사의 탱킹능력 또한 같은 수호계열의 창기사에 월등히 밀려 검투사가 파티에서 소외되는 현상이 매우 빈번히 일어났다. 이에 대다수의 유저들이 검투사 상향을 요구했고, 개발진은 이 사실을 인지하고 있다며 검투사의 탱능력 상향을 2월 1일 실시하였다. 이후에도 검투사는 여전히 유저들의 불만족을 불러왔고, 결국 딜러화 패치를 통해서 공격계열과 수비계열을 같이 하도록 되었다.
- 중형 이상의 몬스터와의 전투시에는 모션을 읽고 딜타이밍을 캐치하는 액션 게임의 성향이 강하기 때문에 탱커, 대미지 딜러, 힐러의 역할 구분은 사실상 의미가 없으며, 파티에서의 힐링 전담 캐릭터의 필요성이 미비하다.
- 오픈베타 시작당시, 아룬서버를 기준으로 사제의 클래스비율(인구비율)은 15퍼센트를 호가하였으나, 2월 19일 현재 10퍼센트로 오픈베타 이후 약 한달사이에 5퍼센트에 달하는 클래스비율이 줄었다. 하지만 오픈베타 시작당시 약 6~7퍼센트에 달하던 정령사의 클래스 인구비율은 현재 10퍼센트로 정령사를 플레이하는 유저들이 늘어났다고 할 수 있다. (테라 공식 홈페이지 통계참고)
- 개발진은 인터뷰를 통해 지속적으로 밸런스를 수정할 계획이라고 밝혔으나, 아직까지 마법사(하향)나 검투사(상향)를 제외하고는 수술대에 오른 클래스는 없었다.

3월 17일, 각성 업데이트가 출시되며 사제의 전격 상향이 이루어진다.
사제의 공격스킬이 강화되고, 일부 스킬의 효과가 변경되며 2가지 새로운 스킬이 추가된다.
4월 검투사의 재상향이 이루어진다.
11월 무사와 궁수의 상향으로 밸런스가 붕괴되었다.
무사의 순간딜이 로브캐릭터인 마법사보다 높아지는 기현상이 발생하였고, 무사의 스킬중에 무조건 상대방을 5초간 스턴거는 기술이 생긴후로 결투하는 유저수가 급감하였다. 그리고 궁수에게는 이동속도의 페널티를 주었는데 유저의 반발로 페널티가 삭제
- 7월 4일 업데이트를 통하여 그동안 말도 많고 탈이 많았던 검투사의 탱킹능력을 업데이트 하였다. 검투사에게 '쌍검방어'스킬을 주어, 보다 원활한 탱킹이 가능해졌다.

#### 플레이 방식에 대한 설명 부족과 유저들의 오해
- 일반 소형 몬스터와 전투시에는 일반적인 MMORPG식의 방식으로 전투가 가능하지만, 중형 이상의 정예 혹은 보스 몬스터와의 전투시에는 몬스터의 모션과 패턴을 파악하여 공격을 막거나 회피하고 대미지 딜링 타이밍에 공격하는 방식이다.
- 몬스터의 강한 공격시 붉게 번쩍이는 이펙트등, 시스템에 대한 암시는 있지만 직접적인 설명이 부족하여 다수의 유저들이 게임 방식을 오해하고, 탱커, 대미지 딜러, 힐러 역할의 분담이 무조건적으로 필요하다는 오해와 소위 리니지식의 반복노동 사냥을 하면서 난이도가 높다고 착각하는 등 문제가 발생하였다.
- 마비노기영웅전 등 몬스터헌터류 게임의 전투방식을 생각하고 플레이하면 지나칠 정도로 난이도가 낮다는 것을 알 수 있지만, 리니지나 아이온등 반복노동 게임 유저들이 대다수 유입되는 바람에 난이도가 높다는 오해가 크게 퍼졌다.
- 중형이상 몬스터의 느리고 큰 동작과 단순한 패턴, 마커 표시, 붉은 색 이펙트, 타이밍이 필요 없는 단순가드, 가드에 의한 강제 캔슬 등으로 인해 게임 자체의 난이도는 낮은 편이며, 사제를 제외한 모든 직업이 모든 보스와 정예 몬스터를 쉽게 솔로-플레이 할 수 있다.

#### 파티 아이템 분배 논란
- 기본적으로 테라의 파티 아이템 분배는 직업 주사위(약칭 직주, 드랍된 아이템을 착용 가능한 직업만 주사위를 돌릴 권한을 가짐)와 전체 주사위(약칭 올주, 착용 가능 여부에 구애받지 않고 모든 파티구성원이 주사위를 돌릴 권한이 있음)와 같은 두가지가 있으며, 파티장이 설정 가능하다.
- 대다수의 MMORPG에서는 파티 시 직업 주사위를 하는 것이 관용적이기에, 테라의 파티에서도 대다수의 파티장들이 직업 주사위를 설정하였다.
- 그러나 상위 인스턴스 던전에서 드랍되는 고급 아이템의 경우, 대부분이 착용시 귀속이라는 점을 이용하여 전체 주사위를 하자는 주장이 일어났다.

## 역사
- 테라는 2008년 5월, '프로젝트 S1'이라는 이름으로 최초 공개되었다.
- 2011년 1월 15일 오픈베타 서비스를 시작했다.
- 2011년 1월 25일 정식 서비스를 개시했다. 과금방식은 유료 정액제이다.
- 2011년 3월 17일 각성 업데이트를 진행하였다.
- 2011년 6월 7일 첫 번째 대규모 업데이트: 파멸의 마수를 진행하였다.
- 2011년 10월 27일 ~ 11월 24일 두 번째 대규모 업데이트: 진화를 진행하였다.
- 2011년 11월 9일 2011 게임대상 수상.
- 2012년 1월 25일 일본 테라 서버 통합.
- 2012년 3월 7일 세 번째 대규모 업데이트: 아르곤의 여왕 Part-l 업데이트를 진행하였다.
- 2012년 5월 1일 북미 테라 정식 서비스를 개시했다.
- 2012년 7월 4일 네 번째 대규모 업데이트: 아르곤의 여왕 Part-II 업데이트를 진행하였다.
- 2012년 12월 26일 테라 전면 무료화 전환 안내
- 2016년 1월 24일 테라 한게임 서비스 종료
- 2021년 1월 25일 테라 넥슨 서비스 종료
- 2021년 1월 27일 테라 블루홀스튜디오 직접 서비스 시작

## 앞으로의 계획
- 앞으로 테라의 계획은 서버 공동구역 '아가이아'를 통한 타 서버 침공 전쟁. 공중요새도시를 통한 공중전, 서버전, 대규모 PVE와 차원의 틈으로 몰려오는 대규모 필드 수호전 등 다양한 목적을 두고 끊임없이 수정/개발중이다.
- 벨리카 인근 지역, 각 도시 내부에는 길드 아지트가 개발중이다.
- 정치 시스템의 최종 진화 버전이 개발되어 대륙간 집정관 선출과 대륙 전쟁 시스템을 도입할 예정이다.

(2013년 중)
2019년 정치 시스템은 개발중단하여 앞으로 정치시스템 없을것이라고 하였다. 그리고 길드 아지트도 전면 백지화되었다.

## 평가
| 평가 |                                     |
| --- | ----------------------------------- |
| 통합 점수 통합사 점수 메타크리틱 PC: 77/100 [ 5 ] PS4: 68/100 [ 6 ] XONE: 63/100 [ 7 ] 평론 점수 평론사 점수 유로게이머 8/10 [ 8 ] G4 4/5 [ 9 ] 게임스팟 7.5/10 [ 10 ] IGN 6.5/10 [ 11 ] PC 게이머 (US) 64/100 [ 12 ] The Escapist 3.5/5 [ 13 ] |                                     |
| 통합 점수 |                                     |
| 통합사 | 점수                                |
| 메타크리틱 | PC: 77/100 PS4: 68/100 XONE: 63/100 |
| 평론 점수 |                                     |
| 평론사 | 점수                                |
| 유로게이머 | 8/10                                |
| G4 | 4/5                                 |
| 게임스팟 | 7.5/10                              |
| IGN | 6.5/10                              |
| PC 게이머 (US) | 64/100                              |
| The Escapist | 3.5/5                               |

## 같이 보기
- 크래프톤